# Макмълен (окръг, Тексас)
Окръг Макмълен (на английски: McMullen County) е окръг в щата Тексас, Съединени американски щати. Площта му е 2960 km², а населението - 851 души (2000). Административен център е населеното място Тилдън.